# ألبرت تشونغ
ألبرت تشونغ (بالإنجليزية: Albert Chong)‏ هو فنان تنصيبي ومصور جامايكي وأمريكي، ولد في 20 نوفمبر 1958 في كينغستون في جامايكا.

## وصلات خارجية
- الموقع الرسمي